# Liste der denkmalgeschützten Objekte in Draßmarkt
Die Liste der denkmalgeschützten Objekte in Draßmarkt enthält die 17 denkmalgeschützten, unbeweglichen Objekte der Gemeinde Draßmarkt.

## Denkmäler
| Foto |                 | Denkmal                                                                           | Standort                                              | Beschreibung | Metadaten |
| ---- | --------------- | --------------------------------------------------------------------------------- | ----------------------------------------------------- | --- | --- |
| ja   | Datei hochladen | Johannes Nepomuk-Kapelle HERIS-ID: 71154 Objekt-ID: 84307                         | bei Badgasse 8 Standort KG: Draßmarkt                 | | BDA-Hist.: Q38126799 Status: § 2a Stand der BDA-Liste: 2025-06-30 Name: Johannes Nepomuk-Kapelle GstNr.: 150                                                                                      |
| ja   | Datei hochladen | Bauernhaus HERIS-ID: 32834 Objekt-ID: 30014                                       | Hauptstraße 10 Standort KG: Draßmarkt                 | | BDA-Hist.: Q37949335 Status: Bescheid Stand der BDA-Liste: 2025-06-30 Name: Bauernhaus GstNr.: 226/2                                                                                              |
| ja   | Datei hochladen | Johannes Nepomuk-Kapelle HERIS-ID: 71153 Objekt-ID: 84306                         | bei Hauptstraße 51 Standort KG: Draßmarkt             | Die Kapelle unterhalb des Pfarrhofs stammt aus dem 18. Jahrhundert und beherbergt eine weißgefasste Figur des heiligen Johannes Nepomuk. | BDA-Hist.: Q38126788 Status: § 2a Stand der BDA-Liste: 2025-06-30 Name: Johannes Nepomuk-Kapelle GstNr.: 217/2                                                                                    |
| ja   | Datei hochladen | Pranger HERIS-ID: 57038 Objekt-ID: 66748                                          | gegenüber Hauptstraße 62 Standort KG: Draßmarkt       | Der Pranger auf dem Kirchenhügel ist ein Steinpfeiler mit vier Nischen und einem Gerichtsarm. | BDA-Hist.: Q38074595 Status: § 2a Stand der BDA-Liste: 2025-06-30 Name: Pranger GstNr.: 132/5 |
| ja   | Datei hochladen | Pest-/Dreifaltigkeitssäule HERIS-ID: 71163 Objekt-ID: 84316                       | gegenüber Hauptstraße 118 Standort KG: Draßmarkt      | Die Dreifaltigkeitssäule westlich des Ortszentrums wurde laut Inschrift 1902 Zu Ehre der heiligsten Dreifaltigkeit gestiftet von Mathias u. Theresia Gruber. | BDA-Hist.: Q38126827 Status: § 2a Stand der BDA-Liste: 2025-06-30 Name: Pest-/Dreifaltigkeitssäule GstNr.: 4520                                                                                   |
| ja   | Datei hochladen | Kapelle hl. Kreuz HERIS-ID: 57037 Objekt-ID: 66747                                | gegenüber Kirchenplatz 1 Standort KG: Draßmarkt       | Die Kapelle auf dem Kirchhügel wurde 1759 erbaut und zeigt eine bewegte Kreuzigungsgruppe. | BDA-Hist.: Q38074588 Status: § 2a Stand der BDA-Liste: 2025-06-30 Name: Kapelle hl. Kreuz GstNr.: 132/2                                                                                           |
| ja   | Datei hochladen | Kulturhaus, ehem. Volksschule HERIS-ID: 47112 Objekt-ID: 49698                    | Kirchenplatz 7 Standort KG: Draßmarkt                 | | BDA-Hist.: Q38025632 Status: § 2a Stand der BDA-Liste: 2025-06-30 Name: Kulturhaus, ehem. Volksschule GstNr.: 140                                                                                 |
| ja   | Datei hochladen | Kath. Pfarrkirche hl. Andreas und ehem. Friedhof HERIS-ID: 47110 Objekt-ID: 49696 | Kirchenplatz 7a Standort KG: Draßmarkt                | Die Pfarrkirche steht auf einem Hügel im Ort. Sie ist ein Saalbau des 16. Jahrhunderts mit barocken Veränderungen sowie nochmaligen Erweiterungen des Jahres 1899. An das fünfjochige Schiff schließt im Westen ein dreigeschoßiger Turm mit Steinhelm an. Im Innenraum finden sich barocke Heiligenfiguren wie auch ein moderner Volksaltar. | BDA-Hist.: Q23541626 Status: § 2a Stand der BDA-Liste: 2025-06-30 Name: Kath. Pfarrkirche hl. Andreas und ehem. Friedhof GstNr.: 142/1, 142/2 Saint Andrew Church (Draßmarkt)                     |
| ja   | Datei hochladen | Lourdeskapelle im Kirchhof HERIS-ID: 71150 Objekt-ID: 84303                       | Kirchenplatz 7a Standort KG: Draßmarkt                | | BDA-Hist.: Q38126769 Status: § 2a Stand der BDA-Liste: 2025-06-30 Name: Lourdeskapelle im Kirchhof GstNr.: 142/2                                                                                  |
| ja   | Datei hochladen | Figurenbildstock hl. Antonius im Kirchhof HERIS-ID: 71151 Objekt-ID: 84304        | Kirchenplatz 7a Standort KG: Draßmarkt                | Der Bildstock des heiligen Antonius im Kirchhof stammt aus dem Jahr 1813. | BDA-Hist.: Q38126777 Status: § 2a Stand der BDA-Liste: 2025-06-30 Name: Figurenbildstock hl. Antonius im Kirchhof GstNr.: 142/2                                                                   |
| ja   | Datei hochladen | Mariahilfkapelle HERIS-ID: 71162 Objekt-ID: 84315                                 | gegenüber Mariengasse 33 Standort KG: Draßmarkt       | Die Mariahilfkapelle nördlich des Ortes ist ein Giebelbau des Jahres 1875 mit einer Madonnenfigur vom Ende des 19. Jahrhunderts. | BDA-Hist.: Q38126818 Status: § 2a Stand der BDA-Liste: 2025-06-30 Name: Mariahilfkapelle GstNr.: 4699                                                                                             |
| ja   | Datei hochladen | Wallfahrtskapelle hl. Oswald HERIS-ID: 57039 Objekt-ID: 66749                     | neben Kirchschlagerstraße 1 (L 230) Standort KG: Karl | steht hier seit 1671 | BDA-Hist.: Q38074606 Status: § 2a Stand der BDA-Liste: 2025-06-30 Name: Wallfahrtskapelle hl. Oswald GstNr.: 110/1 Wallfahrtskapelle Karl                                                         |
| ja   | Datei hochladen | Kath. Filialkirche hl. Katharina und Friedhof HERIS-ID: 47183 Objekt-ID: 49851    | Rabnitztalstraße (L 230) Standort KG: Karl            | Die Filialkirche steht auf einer Anhöhe südlich des Ortes im alten Friedhof. Dem zweijochigen Langhaus ist ein Südturm mit steinernem Pyramidenhelm vorgestellt. Hochaltar und Seitenaltar stammen aus der Zeit um 1800. | BDA-Hist.: Q38025827 Status: § 2a Stand der BDA-Liste: 2025-06-30 Name: Kath. Filialkirche hl. Katharina und Friedhof GstNr.: 1, 2 Kath. Filialkirche hl. Katharina und Friedhof Karl (Draßmarkt) |
| ja   | Datei hochladen | Pfarrhof HERIS-ID: 71142 Objekt-ID: 84294                                         | Hauptstraße 2 Standort KG: Oberrabnitz                | | BDA-Hist.: Q38126746 Status: § 2a Stand der BDA-Liste: 2025-06-30 Name: Pfarrhof GstNr.: 9 |
| ja   | Datei hochladen | Kath. Filialkirche Christi Himmelfahrt HERIS-ID: 47270 Objekt-ID: 50059           | Hauptstraße 2a Standort KG: Oberrabnitz               | Die einfache Kirche mit Fassadenturm und eingezogenem Chor wurde 1837 errichtet. | BDA-Hist.: Q20640657 Status: § 2a Stand der BDA-Liste: 2025-06-30 Name: Kath. Filialkirche Christi Himmelfahrt GstNr.: 7 Filialkirche Oberrabnitz                                                 |
| ja   | Datei hochladen | Feuerwehrgebäude HERIS-ID: 57040 Objekt-ID: 66750                                 | Marienfeldgasse 4 Standort KG: Oberrabnitz            | altes ungarisches Feuerwehrhaus aus dem 19. Jahrhundert mit altem Löschwagen | BDA-Hist.: Q38074616 Status: § 2a Stand der BDA-Liste: 2025-06-30 Name: Feuerwehrgebäude GstNr.: 1343/3 Former fire station in Oberrabnitz                                                        |
| ja   | Datei hochladen | Kreuzkapelle HERIS-ID: 71145 Objekt-ID: 84297                                     | vor Obere Hauptstraße 34 Standort KG: Oberrabnitz     | erbaut 186?, renoviert 1979 und 2012 | BDA-Hist.: Q38126757 Status: § 2a Stand der BDA-Liste: 2025-06-30 Name: Kreuzkapelle GstNr.: 2404                                                                                                 |